# Danh sách cầu thủ tham dự Cúp Vàng CONCACAF 2007
Dưới đây là danh sách các cầu thủ của các đội tham gia Cúp Vàng CONCACAF 2007.

## Bảng A

### Canada
Huấn luyện viên:  Stephen Hart

| Số | VT | Cầu thủ            | Ngày sinh (tuổi)            | Trận | Bàn | Câu lạc bộ             |
| -- | -- | ------------------ | --------------------------- | ---- | --- | ---------------------- |
| 1  | TM | Greg Sutton        | 19 tháng 4, 1977 (30 tuổi)  | 7    | 0   | Toronto                |
| 2  | HV | Adam Braz          | 7 tháng 6, 1981 (25 tuổi)   | 9    | 0   | Toronto                |
| 3  | HV | Ante Jazić         | 26 tháng 2, 1976 (31 tuổi)  | 23   | 0   | LA Galaxy              |
| 4  | HV | Marco Reda         | 22 tháng 6, 1977 (29 tuổi)  | 6    | 0   | Toronto                |
| 5  | HV | Andrew Hainault    | 17 tháng 6, 1986 (20 tuổi)  | 7    | 0   | SIAD                   |
| 6  | TV | Julián de Guzmán   | 25 tháng 3, 1981 (26 tuổi)  | 24   | 2   | Deportivo de La Coruña |
| 7  | TV | Paul Stalteri (c)  | 18 tháng 10, 1977 (29 tuổi) | 36   | 0   | Tottenham Hotspur      |
| 8  | TV | Kevin Harmse       | 4 tháng 7, 1984 (22 tuổi)   | 5    | 0   | LA Galaxy              |
| 9  | TĐ | Rob Friend         | 23 tháng 1, 1981 (26 tuổi)  | 13   | 1   | Heracles Almelo        |
| 10 | TĐ | Ali Gerba          | 27 tháng 6, 1982 (24 tuổi)  | 13   | 4   | Horsens                |
| 11 | TV | Richard Hastings   | 16 tháng 5, 1977 (30 tuổi)  | 26   | 0   | Caledonian Thistle     |
| 12 | HV | Gabriel Gervais    | 18 tháng 9, 1976 (30 tuổi)  | 0    | 0   | Montreal Impact        |
| 13 | TV | Atiba Hutchinson   | 8 tháng 2, 1983 (24 tuổi)   | 27   | 3   | Copenhagen             |
| 14 | TĐ | Dwayne De Rosario  | 15 tháng 5, 1978 (29 tuổi)  | 37   | 10  | Houston Dynamo         |
| 15 | TV | Patrice Bernier    | 23 tháng 9, 1979 (27 tuổi)  | 23   | 0   | 1. FC Kaiserslautern   |
| 16 | TV | Martin Nash        | 27 tháng 12, 1975 (31 tuổi) | 18   | 0   | Vancouver Whitecaps    |
| 17 | TV | Iain Hume          | 31 tháng 10, 1983 (23 tuổi) | 16   | 2   | Leicester City         |
| 18 | TV | Issey Nakajima     | 16 tháng 5, 1984 (23 tuổi)  | 6    | 0   | Vejle Boldklub         |
| 19 | TV | Antonio Ribeiro    | 8 tháng 10, 1980 (26 tuổi)  | 1    | 0   | Montreal Impact        |
| 20 | HV | Chris Pozniak      | 10 tháng 1, 1981 (26 tuổi)  | 18   | 0   | Toronto                |
| 21 | TV | Nikolas Ledgerwood | 16 tháng 1, 1985 (22 tuổi)  | 1    | 0   | Wacker Burghausen      |
| 22 | TM | Pat Onstad         | 13 tháng 1, 1968 (39 tuổi)  | 17   | 0   | Houston Dynamo         |
| 23 | TM | Roberto Giacomi    | 1 tháng 8, 1986 (20 tuổi)   | 0    | 0   | Beveren                |

### Costa Rica
Huấn luyện viên:  Hernán Medford

| Số | VT | Cầu thủ                   | Ngày sinh (tuổi)            | Trận | Bàn | Câu lạc bộ              |
| -- | -- | ------------------------- | --------------------------- | ---- | --- | ----------------------- |
| 1  | TM | Wardy Alfaro              | 31 tháng 12, 1977 (29 tuổi) | 2    | 0   | Alajuelense             |
| 2  | TV | Jervis Drummond           | 8 tháng 9, 1976 (30 tuổi)   | 37   | 0   | Saprissa                |
| 3  | HV | Víctor Cordero            | 9 tháng 11, 1973 (33 tuổi)  | 28   | 0   | Saprissa                |
| 4  | HV | Michael Umaña             | 16 tháng 7, 1982 (24 tuổi)  | 21   | 0   | CS Herediano            |
| 5  | HV | Freddy Fernández          | 25 tháng 2, 1974 (33 tuổi)  | 2    | 0   | Municipal               |
| 6  | HV | Andrés Núñez              | 27 tháng 7, 1976 (30 tuổi)  | 4    | 0   | Saprissa                |
| 7  | TĐ | Rolando Fonseca           | 6 tháng 6, 1974 (33 tuổi)   | 86   | 41  | Alajuelense             |
| 8  | TV | Rodolfo Rodríguez         | 27 tháng 2, 1980 (27 tuổi)  | 0    | 0   | Brujas                  |
| 9  | TV | Alonso Solís              | 14 tháng 10, 1978 (28 tuổi) | 22   | 3   | Saprissa                |
| 10 | TV | Walter Centeno            | 6 tháng 10, 1974 (32 tuổi)  | 96   | 15  | Saprissa                |
| 11 | TV | Michael Barrantes         | 4 tháng 10, 1983 (23 tuổi)  | 12   | 0   | Puntarenas              |
| 12 | HV | Leonardo González         | 21 tháng 11, 1980 (26 tuổi) | 48   | 1   | Herediano               |
| 13 | TĐ | Allan Alemán              | 29 tháng 7, 1983 (23 tuổi)  | 3    | 0   | Saprissa                |
| 14 | TV | Randall Azofeifa          | 30 tháng 12, 1984 (22 tuổi) | 6    | 0   | Gent                    |
| 15 | HV | Harold Wallace            | 7 tháng 9, 1975 (31 tuổi)   | 84   | 3   | Alajuelense             |
| 16 | HV | Christian Bolaños         | 17 tháng 5, 1984 (23 tuổi)  | 18   | 1   | Odense Boldklub         |
| 17 | HV | Gabriel Badilla           | 30 tháng 6, 1984 (22 tuổi)  | 8    | 0   | Saprissa                |
| 18 | TM | José Francisco Porras (c) | 8 tháng 11, 1970 (36 tuổi)  | 19   | 0   | Saprissa                |
| 19 | TĐ | Álvaro Saborío            | 25 tháng 3, 1982 (25 tuổi)  | 25   | 7   | Sion                    |
| 20 | HV | Pablo Chinchilla          | 21 tháng 12, 1978 (28 tuổi) | 35   | 1   | Rheindorf Altach        |
| 21 | TĐ | Windell Gabriels          | 1 tháng 2, 1985 (22 tuổi)   | 5    | 0   | Municipal Pérez Zeledón |
| 22 | TĐ | Mario Camacho             | 7 tháng 8, 1983 (23 tuổi)   | 2    | 0   | Puntarenas              |
| 23 | TM | Dexter Lewis              | 2 tháng 2, 1981 (26 tuổi)   | 0    | 0   | Municipal               |

### Guadeloupe
Huấn luyện viên:  Roger Salnot

| Số | VT | Cầu thủ            | Ngày sinh (tuổi)            | Trận | Bàn | Câu lạc bộ                |
| -- | -- | ------------------ | --------------------------- | ---- | --- | ------------------------- |
| 1  | TM | Franck Grandel     | 17 tháng 3, 1978 (29 tuổi)  |      |     | Utrecht                   |
| 2  | HV | Miguel Comminges   | 16 tháng 3, 1982 (25 tuổi)  |      |     | Reims                     |
| 3  | TV | Willy Laurence     | 3 tháng 4, 1984 (23 tuổi)   |      |     | L'Etoile de Morne-à-l'Eau |
| 4  | HV | Philippe Durpes    | 6 tháng 3, 1974 (33 tuổi)   |      |     | Romorantin                |
| 5  | TV | Constant Therezine | 23 tháng 9, 1974 (32 tuổi)  |      |     | Gosier                    |
| 6  | HV | Alain Vertot       | 14 tháng 11, 1972 (34 tuổi) |      |     | L'Etoile de Morne-à-l'Eau |
| 7  | TV | Dominique Mocka    | 13 tháng 8, 1978 (28 tuổi)  |      |     | JS Vieux-Habitants        |
| 8  | TV | Stéphane Auvray    | 4 tháng 9, 1981 (25 tuổi)   |      |     | Vannes                    |
| 9  | TĐ | Ludovic Gotin      | 25 tháng 7, 1985 (21 tuổi)  |      |     | Moulien                   |
| 10 | TĐ | Aurélien Capoue    | 28 tháng 2, 1982 (25 tuổi)  |      |     | Nantes                    |
| 11 | TĐ | Fabien Raddas      | 7 tháng 3, 1980 (27 tuổi)   |      |     | Poissy                    |
| 12 | TĐ | Cédrick Fiston     | 12 tháng 4, 1981 (26 tuổi)  |      |     | AJSS                      |
| 13 | TV | Jean-Luc Lambourde | 10 tháng 4, 1980 (27 tuổi)  |      |     | Amical                    |
| 14 | HV | David Sommeil      | 10 tháng 8, 1974 (32 tuổi)  |      |     | Sheffield United          |
| 15 | TV | Jocelyn Angloma    | 7 tháng 8, 1965 (41 tuổi)   |      |     | L'Etoile de Morne-à-l'Eau |
| 16 | TM | Fabrice Mercury    | 6 tháng 8, 1981 (25 tuổi)   |      |     | Moulien                   |
| 17 | TV | Lery Hannany       | 1 tháng 10, 1982 (24 tuổi)  |      |     | Basseterre                |
| 18 | TV | Ludovic Quistin    | 24 tháng 5, 1984 (23 tuổi)  |      |     | Tamworth                  |
| 19 | TĐ | Richard Socrier    | 28 tháng 3, 1979 (28 tuổi)  |      |     | Brest 29                  |
| 20 | HV | Mickaël Tacalfred  | 23 tháng 4, 1981 (26 tuổi)  |      |     | Dijon                     |
| 21 | HV | David Fleurival    | 19 tháng 2, 1984 (23 tuổi)  |      |     | Tours                     |
| 22 | TĐ | Loïc Loval         | 28 tháng 9, 1981 (25 tuổi)  |      |     | Utrecht                   |
| 23 | TM | Marius Fausta      | 28 tháng 4, 1973 (34 tuổi)  |      |     | Evolucas                  |

### Haiti
Huấn luyện viên:  Luis Armelio García

| Số | VT | Cầu thủ                  | Ngày sinh (tuổi)            | Trận | Bàn | Câu lạc bộ          |
| -- | -- | ------------------------ | --------------------------- | ---- | --- | ------------------- |
| 1  | TM | Gabard Fénélon           | 3 tháng 6, 1981 (26 tuổi)   |      |     | Miami               |
| 2  | TV | Jean Sony Alcénat        | 23 tháng 1, 1986 (21 tuổi)  |      |     | Aigle Noir          |
| 3  | HV | Frantz Gilles            | 1 tháng 11, 1977 (29 tuổi)  |      |     | Cavaly              |
| 4  | TV | Peter Germain            | 22 tháng 1, 1982 (25 tuổi)  |      |     | Baltimore           |
| 6  | HV | Stéphane Guillaume       | 9 tháng 2, 1984 (23 tuổi)   |      |     | Miami               |
| 7  | TĐ | Brunel Fucien            | 26 tháng 8, 1984 (22 tuổi)  |      |     | Aigle Noir          |
| 8  | TV | Turlien Romulus          | 13 tháng 4, 1981 (26 tuổi)  |      |     | Cavaly              |
| 9  | TĐ | Cadet Éliphene           | 10 tháng 8, 1980 (26 tuổi)  |      |     | Tempête             |
| 10 | TV | Alexandre Boucicaut      | 18 tháng 11, 1981 (25 tuổi) |      |     | Violette            |
| 11 | TĐ | Fabrice Noël             | 21 tháng 7, 1985 (21 tuổi)  |      |     | Cầu thủ tự do       |
| 12 | TV | James Marcelin           | 13 tháng 6, 1986 (20 tuổi)  |      |     | Racing Club Haïtien |
| 13 | HV | Pierre Richard Bruny     | 6 tháng 4, 1972 (35 tuổi)   |      |     | Don Bosco           |
| 14 | TV | Monès Chéry              | 2 tháng 12, 1981 (25 tuổi)  |      |     | Racing Club Haïtien |
| 15 | HV | Ednerson Raymond         | 14 tháng 5, 1985 (22 tuổi)  |      |     | Baltimore           |
| 17 | TV | Pierre Roland Saint-Jean | 21 tháng 6, 1971 (35 tuổi)  |      |     | Baltimore           |
| 18 | HV | Olrish Saurel            | 13 tháng 9, 1985 (21 tuổi)  |      |     | Don Bosco           |
| 19 | TĐ | Ricardo Pierre-Louis     | 10 tháng 5, 1984 (23 tuổi)  |      |     | Lee Flames          |
| 20 | TM | Peterson Occénat         | 3 tháng 12, 1989 (17 tuổi)  |      |     | Violette            |
| 21 | HV | Jean-Jacques Pierre      | 23 tháng 1, 1981 (26 tuổi)  |      |     | Nantes              |
| 22 | HV | Windsor Noncent          | 12 tháng 6, 1984 (22 tuổi)  |      |     | Cầu thủ tự do       |
| 23 | HV | Frantz Bertin            | 30 tháng 5, 1983 (24 tuổi)  |      |     | Atlético Madrid B   |
| 25 | TM | Jonas Simeon             | 13 tháng 8, 1979 (27 tuổi)  |      |     | Tempête             |

## Bảng B

### El Salvador
Huấn luyện viên:  Carlos de los Cobos

| Số | VT | Cầu thủ                 | Ngày sinh (tuổi)            | Trận | Bàn | Câu lạc bộ       |
| -- | -- | ----------------------- | --------------------------- | ---- | --- | ---------------- |
| 1  | TM | Juan José Gómez         | 11 tháng 8, 1980 (26 tuổi)  | 42   | 0   | Luís Ángel Firpo |
| 2  | HV | Leonel Guevara          | 7 tháng 10, 1983 (23 tuổi)  | 2    | 0   | Vista Hermosa    |
| 3  | HV | Luis Anaya              | 19 tháng 5, 1981 (26 tuổi)  | 9    | 0   | Águila           |
| 4  | HV | José Mendoza            | 2 tháng 12, 1982 (24 tuổi)  | 6    | 0   | Águila           |
| 5  | HV | José Henríquez          | 25 tháng 5, 1987 (20 tuổi)  | 4    | 0   | FAS              |
| 6  | TV | José Martínez           | 30 tháng 9, 1979 (27 tuổi)  | 26   | 2   | Alianza          |
| 7  | TV | Víctor Merino           | 18 tháng 4, 1979 (28 tuổi)  | 16   | 0   | Luís Ángel Firpo |
| 8  | TV | Carlos Menjívar         | 13 tháng 4, 1981 (26 tuổi)  | 17   | 0   | FAS              |
| 9  | TĐ | Alexander Campos        | 8 tháng 5, 1980 (27 tuổi)   | 20   | 0   | Águila           |
| 10 | TV | Vicente Melgar          | 6 tháng 9, 1982 (24 tuổi)   | 0    | 0   | Chalatenango     |
| 11 | TĐ | Ronald Cerritos         | 3 tháng 1, 1975 (32 tuổi)   | 54   | 4   | San Salvador     |
| 12 | HV | Ramiro Carballo         | 16 tháng 3, 1978 (29 tuổi)  | 13   | 0   | Alianza          |
| 13 | TĐ | Julio Enrique Martínez  | 8 tháng 7, 1985 (21 tuổi)   | 1    | 0   | Isidro Metapán   |
| 14 | TV | Ramón Sánchez           | 25 tháng 5, 1982 (25 tuổi)  | 12   | 0   | San Salvador     |
| 15 | HV | Manuel Salazar          | 23 tháng 1, 1986 (21 tuổi)  | 7    | 0   | Luís Ángel Firpo |
| 16 | TĐ | César Larios            | 21 tháng 4, 1988 (19 tuổi)  | 2    | 0   | FAS              |
| 17 | TV | Dennis Alas             | 10 tháng 1, 1985 (22 tuổi)  | 28   | 1   | San Salvador     |
| 18 | HV | Alexander Escobar       | 4 tháng 4, 1984 (23 tuổi)   | 9    | 0   | Isidro Metapán   |
| 19 | HV | Alfredo Pacheco         | 1 tháng 12, 1982 (24 tuổi)  | 34   | 3   | FAS              |
| 20 | TV | Francisco Jovel Álvarez | 24 tháng 11, 1982 (24 tuổi) | 1    | 0   | Alianza          |
| 21 | TV | Eliseo Quintanilla      | 5 tháng 2, 1983 (24 tuổi)   | 13   | 4   | San Salvador     |
| 22 | TM | Dagoberto Portillo      | 16 tháng 11, 1979 (27 tuổi) | 1    | 0   | Alianza          |
| 23 | TM | Miguel Montes           | 12 tháng 2, 1980 (27 tuổi)  | 1    | 0   | Chalatenango     |

### Guatemala
Huấn luyện viên:  Hernán Darío Gómez
| Số | VT | Cầu thủ                  | Ngày sinh (tuổi)            | Trận | Bàn | Câu lạc bộ         |
| -- | -- | ------------------------ | --------------------------- | ---- | --- | ------------------ |
| 1  | TM | Ricardo Alberto Trigueño | 17 tháng 4, 1980 (27 tuổi)  |      |     | Marquense          |
| 2  | TV | Leonel Noriega           | 10 tháng 5, 1975 (32 tuổi)  |      |     | Marquense          |
| 3  | HV | Pablo Sebastián Melgar   | 14 tháng 1, 1980 (27 tuổi)  | 55   |     | CD Antofagasta     |
| 4  | HV | Yony Flores              | 16 tháng 2, 1983 (24 tuổi)  |      |     | Marquense          |
| 5  | HV | Henry Medina             | 16 tháng 3, 1981 (26 tuổi)  |      |     | Municipal          |
| 6  | HV | Gustavo Cabrera          | 13 tháng 12, 1979 (27 tuổi) | 50   |     | Comunicaciones     |
| 7  | HV | Claudio Albizuris        | 1 tháng 7, 1981 (25 tuổi)   |      |     | CSD Municipal      |
| 8  | TV | José Manuel Contreras    | 19 tháng 1, 1986 (21 tuổi)  |      |     | Comunicaciones     |
| 9  | TĐ | Edwin Villatoro          | 18 tháng 2, 1980 (27 tuổi)  |      |     | Municipal          |
| 11 | TĐ | Marvin Ávila             | 6 tháng 12, 1985 (21 tuổi)  |      |     | Suchitepéquez      |
| 12 | TV | Carlos Figueroa          | 13 tháng 3, 1981 (26 tuổi)  |      |     | Municipal          |
| 13 | HV | Néstor Martínez          | 13 tháng 3, 1981 (26 tuổi)  |      |     | Marquense          |
| 14 | TV | Rigoberto Gómez          | 9 tháng 1, 1977 (30 tuổi)   |      |     | Comunicaciones     |
| 15 | HV | Luis Swisher             | 2 tháng 6, 1978 (29 tuổi)   |      |     | Xelajú             |
| 16 | TV | Héctor Saúl de Matta     | 17 tháng 4, 1980 (27 tuổi)  |      |     | Communicaciones    |
| 17 | TĐ | Dwight Pezzarossi        | 4 tháng 9, 1979 (27 tuổi)   | 47   | 10  | Communicaciones    |
| 18 | TV | Carlos Quiñónez          | 20 tháng 7, 1977 (29 tuổi)  |      |     | Marquense          |
| 19 | TV | Mario Rafael Rodríguez   | 14 tháng 9, 1981 (25 tuổi)  | 38   | 4   | Municipal          |
| 20 | TĐ | Carlos Ruíz              | 15 tháng 9, 1979 (27 tuổi)  | 68   | 34  | FC Dallas          |
| 22 | TM | Luis Pedro Molina        | 4 tháng 6, 1977 (30 tuổi)   |      |     | Jalapa             |
| 23 | TĐ | Hernan Sandoval          | 22 tháng 7, 1983 (23 tuổi)  |      |     | Communicaciones    |
| 25 | TM | Paulo César Motta        | 29 tháng 3, 1982 (25 tuổi)  |      |     | Municipal          |
| 27 | TĐ | Jairo Arreola            | 20 tháng 9, 1985 (21 tuổi)  |      |     | CSD Comunicaciones |

### Trinidad & Tobago
Huấn luyện viên:  Wim Rijsbergen
| Số | VT | Cầu thủ              | Ngày sinh (tuổi)            | Trận | Bàn | Câu lạc bộ         |
| -- | -- | -------------------- | --------------------------- | ---- | --- | ------------------ |
| 1  | TM | Daurance Williams    | 13 tháng 5, 1983 (24 tuổi)  |      |     | San Juan Jabloteh  |
| 2  | TV | Romauld Aguillera    | 7 tháng 2, 1979 (28 tuổi)   |      |     | United Petrotrin   |
| 3  | HV | Glenton Wolfe        | 30 tháng 12, 1981 (25 tuổi) |      |     | North East Stars   |
| 4  | TV | Dwayne Jack          | 19 tháng 1, 1980 (27 tuổi)  |      |     | San Juan Jabloteh  |
| 5  | HV | Keyeno Thomas        | 29 tháng 12, 1977 (29 tuổi) |      |     | Joe Public F.C.    |
| 6  | TV | Thomas Nickcolson    | 23 tháng 1, 1982 (25 tuổi)  |      |     | W Connection       |
| 7  | TV | Trent Noel           | 14 tháng 1, 1976 (31 tuổi)  |      |     | San Juan Jabloteh  |
| 8  | TĐ | Kerry Baptiste       | 1 tháng 12, 1981 (25 tuổi)  |      |     | Joe Public F.C.    |
| 9  | TĐ | Errol McFarlane      | 12 tháng 10, 1977 (29 tuổi) |      |     | Superstar Rangers  |
| 10 | HV | Avery John           | 18 tháng 6, 1975 (31 tuổi)  |      |     | New Anh Revolution |
| 11 | TĐ | Andre Toussaint      | 26 tháng 8, 1981 (25 tuổi)  |      |     | W Connection       |
| 12 | TĐ | Gary Glasgow         | 13 tháng 5, 1976 (31 tuổi)  |      |     | Joe Public F.C.    |
| 13 | TV | Christon Baptiste    | 25 tháng 1, 1980 (27 tuổi)  |      |     | Defence Force      |
| 14 | TĐ | Darryl Roberts       | 26 tháng 9, 1983 (23 tuổi)  |      |     | Sparta Rotterdam   |
| 15 | HV | Andrei Pacheco       | 9 tháng 9, 1984 (22 tuổi)   |      |     | W Connection       |
| 16 | TV | Silvio Spann         | 21 tháng 8, 1981 (25 tuổi)  |      |     | W Connection       |
| 17 | HV | Seon Power           | 2 tháng 2, 1984 (23 tuổi)   |      |     | Joe Public F.C.    |
| 18 | TV | Densill Theobald     | 27 tháng 6, 1982 (24 tuổi)  |      |     | Caledonia AIA      |
| 19 | TV | Keon Daniel          | 16 tháng 1, 1987 (20 tuổi)  |      |     | United Petrotrin   |
| 20 | HV | Anthony Noreiga      | 15 tháng 1, 1982 (25 tuổi)  |      |     | Joe Public F.C.    |
| 21 | TM | Jan Michael Williams | 26 tháng 10, 1984 (22 tuổi) |      |     | W Connection       |
| 22 | TM | Marvin Phillip       | 1 tháng 8, 1984 (22 tuổi)   |      |     | North East Stars   |
| 23 | TĐ | Kendall Jagdeosingh  | 30 tháng 5, 1986 (21 tuổi)  |      |     | North East Stars   |

### Hoa Kỳ
Huấn luyện viên:  Bob Bradley

| Số | VT | Cầu thủ            | Ngày sinh (tuổi)            | Trận | Bàn | Câu lạc bộ               |
| -- | -- | ------------------ | --------------------------- | ---- | --- | ------------------------ |
| 1  | TM | Tim Howard         | 6 tháng 3, 1979 (28 tuổi)   | 18   | 0   | Everton                  |
| 2  | HV | Frankie Hejduk     | 5 tháng 8, 1974 (32 tuổi)   | 72   | 5   | Columbus Crew            |
| 3  | HV | Carlos Bocanegra   | 25 tháng 5, 1979 (28 tuổi)  | 44   | 6   | Fulham                   |
| 4  | TV | Pablo Mastroeni    | 26 tháng 8, 1976 (30 tuổi)  | 52   | 0   | Colorado Rapids          |
| 5  | HV | Benny Feilhaber    | 19 tháng 1, 1985 (22 tuổi)  | 2    | 0   | Hamburger SV             |
| 6  | TV | Michael Bradley    | 31 tháng 7, 1987 (19 tuổi)  | 4    | 0   | Heerenveen               |
| 7  | TĐ | DaMarcus Beasley   | 24 tháng 5, 1982 (25 tuổi)  | 62   | 12  | PSV                      |
| 8  | TĐ | Clint Dempsey      | 9 tháng 3, 1983 (24 tuổi)   | 26   | 6   | Fulham                   |
| 9  | TĐ | Eddie Johnson      | 31 tháng 3, 1984 (23 tuổi)  | 24   | 9   | Kansas City Wizards      |
| 10 | TĐ | Landon Donovan     | 4 tháng 3, 1982 (25 tuổi)   | 88   | 30  | Los Angeles Galaxy       |
| 11 | TĐ | Brian Ching        | 24 tháng 5, 1978 (29 tuổi)  | 21   | 4   | Houston Dynamo           |
| 12 | HV | Jay DeMerit        | 4 tháng 12, 1979 (27 tuổi)  | 1    | 0   | Watford                  |
| 13 | TV | Jonathan Bornstein | 7 tháng 11, 1984 (22 tuổi)  | 2    | 1   | Chivas USA               |
| 14 | TV | Steve Ralston      | 14 tháng 6, 1974 (32 tuổi)  | 32   | 4   | New Anh Revolution       |
| 15 | HV | Frankie Simek      | 13 tháng 10, 1984 (22 tuổi) | 1    | 0   | Sheffield Wednesday      |
| 16 | HV | Michael Parkhurst  | 24 tháng 1, 1984 (23 tuổi)  | 0    | 0   | New Anh Revolution       |
| 17 | TV | Jonathan Spector   | 1 tháng 3, 1986 (21 tuổi)   | 5    | 0   | West Ham United          |
| 18 | TM | Kasey Keller       | 29 tháng 11, 1969 (37 tuổi) | 87   | 0   | Borussia Mönchengladbach |
| 19 | TV | Ricardo Clark      | 10 tháng 2, 1983 (24 tuổi)  | 3    | 0   | Houston Dynamo           |
| 20 | TĐ | Taylor Twellman    | 29 tháng 2, 1980 (27 tuổi)  | 20   | 5   | New Anh Revolution       |
| 21 | TV | Justin Mapp        | 18 tháng 10, 1984 (22 tuổi) | 2    | 0   | Chicago Fire             |
| 22 | HV | Oguchi Onyewu      | 13 tháng 5, 1982 (25 tuổi)  | 18   | 1   | Standard Liège           |
| 23 | TM | Brad Guzan         | 9 tháng 9, 1984 (22 tuổi)   | 1    | 0   | Chivas USA               |

## Bảng C

### Cuba
Huấn luyện viên:  Raúl González Triana
| Số | VT | Cầu thủ             | Ngày sinh (tuổi)            | Trận | Bàn | Câu lạc bộ             |
| -- | -- | ------------------- | --------------------------- | ---- | --- | ---------------------- |
| 1  | TM | Odelín Molina       | 3 tháng 8, 1974 (32 tuổi)   |      |     | FC Villa Clara         |
| 2  | HV | Silvio Miñoso       | 23 tháng 12, 1976 (30 tuổi) |      |     | FC Villa Clara         |
| 3  | HV | Yenier Márquez      | 3 tháng 1, 1979 (28 tuổi)   |      |     | FC Villa Clara         |
| 4  | TV | Yusnavys Caballeros | 10 tháng 12, 1983 (23 tuổi) |      |     | FC Ciudad de La Habana |
| 5  | HV | Jorge Luis Clavelo  |                             |      |     | FC Villa Clara         |
| 6  | TV | Osvaldo Alonso*     |                             |      |     | FC Pinar del Río       |
| 7  | TĐ | Ariel Martínez      |                             |      |     | FC Sancti Spíritus     |
| 8  | HV | Joel Colomé         |                             |      |     | FC Ciudad de La Habana |
| 9  | TĐ | Alain Cervantes     |                             |      |     | FC Ciego de Ávila      |
| 10 | TĐ | Lester Moré*        |                             |      |     | FC Ciego de Ávila      |
| 11 | TV | Enrique Villarrutia |                             |      |     | FC Cienfuegos          |
| 12 | TM | Dany Luis Quintero  |                             |      |     | FC Cienfuegos          |
| 13 | TĐ | Adonis Ramos        |                             |      |     | CF Granma              |
| 14 | HV | Jaime Colomé        |                             |      |     | FC Ciudad de La Habana |
| 15 | TV | Gisbel Morales      |                             |      |     | FC Pinar del Río       |
| 16 | HV | Reysander Fernández |                             |      |     | FC Ciego de Ávila      |
| 17 | TĐ | Pedro Adriani Faife |                             |      |     | FC Villa Clara         |
| 18 | TĐ | Reyner Alcántara    |                             |      |     | FC Cienfuegos          |
| 19 | HV | Leonel Duarte       |                             |      |     | FC Ciego de Ávila      |
| 21 | TM | Julio Aldama        |                             |      |     | FC Matanzas            |

- * Defected the team after Gold Cup match against Panama

### Honduras
Huấn luyện viên:  Reynaldo Rueda
| Số | VT | Cầu thủ             | Ngày sinh (tuổi)            | Trận | Bàn | Câu lạc bộ          |
| -- | -- | ------------------- | --------------------------- | ---- | --- | ------------------- |
| 1  | TM | Adalid Puerto       | 14 tháng 9, 1979 (27 tuổi)  |      |     | CD Platense         |
| 3  | HV | Maynor Figueroa     | 2 tháng 5, 1983 (24 tuổi)   |      |     | CD Olimpia          |
| 4  | HV | Samuel Caballero    | 24 tháng 12, 1974 (32 tuổi) |      |     | Changchun Yatai     |
| 5  | HV | Érick Vallecillo    | 29 tháng 1, 1980 (27 tuổi)  |      |     | Real C.D. España    |
| 6  | TV | Sergio Mendoza      | 23 tháng 5, 1981 (26 tuổi)  |      |     | CD Olimpia          |
| 7  | TV | Emil Martínez       | 17 tháng 9, 1982 (24 tuổi)  |      |     | CD Marathón         |
| 8  | TV | Wilson Palacios     | 29 tháng 7, 1984 (22 tuổi)  |      |     | CD Olimpia          |
| 9  | TĐ | Carlos Pavón        | 9 tháng 10, 1973 (33 tuổi)  |      | 42  | Real C.D. España    |
| 10 | TV | Julio César de León | 13 tháng 9, 1979 (27 tuổi)  |      |     | Genoa               |
| 11 | TĐ | Jairo Martínez      | 14 tháng 5, 1978 (29 tuổi)  |      |     | C.D. Motagua        |
| 12 | TM | Orlin Vallecillo    | 1 tháng 7, 1983 (23 tuổi)   |      |     | Real C.D. España    |
| 13 | TĐ | Carlos Costly       | 18 tháng 7, 1982 (24 tuổi)  | 1    | 1   | GKS Belchatów       |
| 14 | HV | Oscar Boniek García | 4 tháng 9, 1984 (22 tuổi)   |      |     | CD Olimpia          |
| 15 | TĐ | Walter Martínez     | 28 tháng 7, 1979 (27 tuổi)  |      |     | Beijing Guoan       |
| 16 | TĐ | Carlos Oliva        | 28 tháng 7, 1979 (27 tuổi)  |      |     | CD Marathón         |
| 17 | HV | Edgar Álvarez       | 8 tháng 1, 1980 (27 tuổi)   |      |     | F.C. Messina Peloro |
| 18 | TV | Jorge Aaron Claros  | 8 tháng 1, 1986 (21 tuổi)   |      |     | C.D. Motagua        |
| 19 | TV | Mario Rodríguez     | 31 tháng 7, 1975 (31 tuổi)  |      |     | Real C.D. España    |
| 20 | TV | Amado Guevara       | 2 tháng 5, 1976 (31 tuổi)   |      |     | C.D. Motagua        |
| 21 | HV | Emilio Izaguirre    | 10 tháng 5, 1986 (21 tuổi)  |      |     | C.D. Motagua        |
| 22 | TM | Donaldo Morales     | 13 tháng 10, 1982 (24 tuổi) |      |     | C.D. Motagua        |
| 23 | TV | Iván Guerrero       | 30 tháng 11, 1977 (29 tuổi) |      |     | Chicago Fire        |
| 24 | TĐ | Luis Santamaría     | 22 tháng 11, 1975 (31 tuổi) |      |     | CD Marathón         |

### Mexico
Huấn luyện viên:  Hugo Sánchez
| Số | VT | Cầu thủ                    | Ngày sinh (tuổi)            | Trận | Bàn | Câu lạc bộ    |
| -- | -- | -------------------------- | --------------------------- | ---- | --- | ------------- |
| 1  | TM | Oswaldo Sánchez            | 21 tháng 9, 1973 (33 tuổi)  | 76   | 0   | Santos Laguna |
| 2  | HV | Jonny Magallón             | 21 tháng 11, 1981 (25 tuổi) | 3    | 0   | Guadalajara   |
| 3  | HV | Carlos Salcido             | 4 tháng 4, 1980 (27 tuổi)   | 37   | 2   | PSV           |
| 4  | HV | Rafael Márquez             | 13 tháng 2, 1979 (28 tuổi)  | 76   | 8   | Barcelona     |
| 5  | HV | Ricardo Osorio             | 30 tháng 3, 1980 (27 tuổi)  | 46   | 1   | VfB Stuttgart |
| 6  | TV | Gerardo Torrado            | 30 tháng 4, 1979 (28 tuổi)  | 64   | 2   | Cruz Azul     |
| 7  | TĐ | Alberto Medina             | 29 tháng 5, 1983 (24 tuổi)  | 29   | 2   | Guadalajara   |
| 8  | TV | Pável Pardo                | 26 tháng 7, 1976 (30 tuổi)  | 133  | 6   | VfB Stuttgart |
| 9  | TĐ | Jared Borgetti             | 14 tháng 8, 1973 (33 tuổi)  | 80   | 40  | Cruz Azul     |
| 10 | TĐ | Cuauhtémoc Blanco          | 17 tháng 1, 1973 (34 tuổi)  | 88   | 31  | Chicago Fire  |
| 11 | TV | Ramón Morales              | 10 tháng 10, 1975 (31 tuổi) | 48   | 5   | Guadalajara   |
| 12 | TM | José de Jesús Corona       | 26 tháng 1, 1981 (26 tuổi)  | 6    | 0   | UAG           |
| 13 | TM | Guillermo Ochoa            | 13 tháng 7, 1985 (21 tuổi)  | 4    | 0   | América       |
| 14 | HV | Fausto Pinto               | 8 tháng 8, 1983 (23 tuổi)   | 0    | 0   | Pachuca       |
| 15 | HV | José Antonio Castro        | 11 tháng 8, 1980 (26 tuổi)  | 16   | 0   | América       |
| 16 | TV | Jaime Lozano               | 29 tháng 9, 1979 (27 tuổi)  | 25   | 11  | UANL          |
| 17 | TĐ | Francisco Fonseca          | 2 tháng 10, 1979 (27 tuổi)  | 36   | 20  | UANL          |
| 18 | TV | José Andrés Guardado       | 28 tháng 9, 1986 (20 tuổi)  | 12   | 1   | Atlas         |
| 19 | TĐ | Omar Bravo                 | 4 tháng 3, 1980 (27 tuổi)   | 39   | 10  | Guadalajara   |
| 20 | TV | Fernando Arce              | 24 tháng 4, 1980 (27 tuổi)  | 12   | 1   | Morelia       |
| 21 | TĐ | Nery Castillo              | 13 tháng 6, 1984 (22 tuổi)  | 3    | 1   | Olympiacos    |
| 22 | HV | Francisco Javier Rodríguez | 20 tháng 10, 1981 (25 tuổi) | 33   | 1   | Guadalajara   |
| 23 | TĐ | Adolfo Bautista            | 15 tháng 5, 1979 (28 tuổi)  | 21   | 8   | Chiapas       |

### Panama
Huấn luyện viên:  Alexandre Guimarães

| Số | VT | Cầu thủ           | Ngày sinh (tuổi)            | Trận | Bàn | Câu lạc bộ             |
| -- | -- | ----------------- | --------------------------- | ---- | --- | ---------------------- |
| 1  | TM | Jaime Penedo      | 26 tháng 9, 1981 (25 tuổi)  |      |     | CA Osasuna             |
| 2  | HV | Carlos Rivera     | 30 tháng 5, 1979 (28 tuổi)  |      |     | Tauro F.C.             |
| 3  | HV | Luis Moreno       | 19 tháng 3, 1981 (26 tuổi)  |      |     | Tauro F.C.             |
| 4  | TV | Juan Pérez        | 1 tháng 1, 1980 (27 tuổi)   |      |     | Tauro F.C.             |
| 5  | HV | Román Torres      | 20 tháng 3, 1986 (21 tuổi)  |      |     | La Equidad             |
| 6  | HV | Gabriel Gómez     | 29 tháng 5, 1984 (23 tuổi)  |      |     | Independiente Santa Fe |
| 7  | TĐ | Blas Pérez        | 13 tháng 3, 1981 (26 tuổi)  |      |     | Cúcuta Deportivo       |
| 8  | TV | Alberto Blanco    | 8 tháng 1, 1978 (29 tuổi)   |      |     | Plaza Amador           |
| 9  | TĐ | José Luis Garcés  | 6 tháng 5, 1981 (26 tuổi)   |      |     | C.F. Os Belenenses     |
| 10 | TV | Rolando Escobar   | 24 tháng 10, 1981 (25 tuổi) |      |     | Tauro F.C.             |
| 12 | TM | Oscar McFarlane   | 29 tháng 11, 1980 (26 tuổi) |      |     | Tauro F.C.             |
| 13 | TĐ | Edwin Aguilar     | 7 tháng 8, 1985 (21 tuổi)   |      |     | Tauro F.C.             |
| 14 | TV | Manuel Torres     | 25 tháng 11, 1978 (28 tuổi) |      |     | San Francisco F.C.     |
| 15 | TV | Ricardo Phillips  | 31 tháng 1, 1975 (32 tuổi)  |      |     | San Francisco F.C.     |
| 17 | TV | Luis Henríquez    | 23 tháng 11, 1981 (25 tuổi) |      |     | Tauro F.C.             |
| 19 | TĐ | Nicolás Muñoz     | 21 tháng 12, 1981 (25 tuổi) |      |     | C.D. Águila            |
| 20 | TV | Engin Mitre       | 16 tháng 10, 1981 (25 tuổi) |      |     | Plaza Amador           |
| 21 | TV | Amilcar Henríquez | 2 tháng 8, 1983 (23 tuổi)   |      |     | CD Árabe Unido         |
| 22 | TV | Victor Herrera    | 18 tháng 4, 1980 (27 tuổi)  |      |     | Puerto Rico Islanders  |
| 23 | HV | Felipe Baloy      | 24 tháng 2, 1981 (26 tuổi)  |      |     | C.F. Monterrey         |
| 25 | TM | José Calderón     | 14 tháng 8, 1985 (21 tuổi)  |      |     | Chepo F.C.             |
| 26 | HV | Reinaldo Anderson | 12 tháng 4, 1986 (21 tuổi)  |      |     | CD Árabe Unido         |